# Thomas Gansauge
Thomas Gansauge (* 4. Juni 1970 in Bergen auf Rügen) ist ein ehemaliger deutscher Fußballspieler.

## Sportliche Laufbahn

### Vereinskarriere
Thomas Gansauge, der im Nachwuchs des F.C. Hansa Rostock ausgebildet wurde und beim Fußballclub bereits als Teenager im Frühjahr 1988 in der zweitklassigen Liga für die Reserve zu den ersten Einsätzen im Republikmaßstab des DDR-Fußballs kam, debütierte in der Abschiedssaison 1990/91 der Oberliga in der 1. Mannschaft der Ostseestädter. Er absolvierte in der letzten eigenständigen Spielzeit des ostdeutschen Fußballs, in der Rostock das Double gewann, einen Erstliga- sowie zwei Pokaleinsätze. Bereits im Sommer 1989 war er von den Hansa-Junioren ins Oberligaaufgebot Hansas aufgerückt, aber hatte zunächst in der Wendesaison der Liga 1989/90 bei der BSG Motor Stralsund im Zweitligafußball weitere Spielpraxis gesammelt. Parallel dazu war er aufgrund einer damals möglichen Doppelspielgenehmigung in dieser Spielzeit mit Hansas Mischung aus Junioren und Anschlusskadern Meister der wieder eingeführten Nachwuchsoberliga geworden.
Im Anschluss an die Zusammenführung von ost- und westdeutschem Fußball spielte der Abwehrmann in norddeutschen Dritt- und Viertligavereinen. Unter anderem lief er für den Raspo Elmshorn und in der drittklassigen Regionalliga für den SV Lurup auf.
Mitte der 1990er-Jahre übte Gansauge Fußball als Nebenberuf beim Viertligisten PSV Rostock aus und war als selbständiger Geschäftsmann tätig, so beispielsweise als Inhaber von drei Sonnenstudios in Rostock. 1996 kehrte er zu Hansa Rostock zurück. Am 19. Oktober 1996 debütierte er im Spiel von Hansa Rostock bei Borussia Mönchengladbach in der 1. Bundesliga, entwickelte sich im Laufe der Saison zum Stammspieler und absolvierte bis zur Saison 1999/2000 71 Erstligaspiele.
Während der Saison 1999/2000 wechselte er zum Ligakonkurrenten Arminia Bielefeld, konnte aber wegen einer hartnäckigen Verletzung nur zehn Bundesligaspiele für Arminia absolvieren. Er blieb trotz des Abstiegs in Bielefeld und absolvierte noch zehn weitere Partien in der 2. Liga, in denen ihm das einzige Tor seiner Profilaufbahn gelang. Nach der Saison wechselte er zum FC Rot-Weiß Erfurt in die Regionalliga Süd, bei dem er nach der Saison 2003/2004 seine Karriere beendete.

## Weiterer Werdegang
Seit Anfang 2007 lebt der ehemalige DDR-Juniorennationalspieler in Chicago. Gansauge betreibt dort die Hansa Soccer Academy, eine Schule zur Nachwuchsförderung. In seiner Freizeit spielt er gelegentlich beim Schwaben A.C. Fußball, einem Club, der 1926 von deutschen Einwanderern gegründet wurde.